# ملعب أنتيغوا للترفيه
ملعب أنتيغوا للترفيه هو ملعب متعدد الاستخدام يقع في سان جونز عاصمة أنتيغوا وبربودا . غالبا ما يتم استخدامه لمباريات كرة القدم . يسع الملعب لجلوس 12 ألف متفرج . يعتبر الملعب الرسمي الذي يخوض فيه منتخب أنتيغوا وبربودا مبارياته الدولية . تم افتتاح الملعب في 1978 .